# 1960年夏季残疾人奥林匹克运动会意大利代表团
1960年夏季残疾人奥林匹克运动会意大利代表团是意大利派出的1960年夏季残疾人奥林匹克运动会代表团。获得29枚金牌、28枚银牌和23枚铜牌。